# Här kommer Pippi Långstrump
Här kommer Pippi Långstrump (nella versione in italiano Pippi Calzelunghe) è un brano musicale composto da Jan Johansson (1931 – 1968) e scritto da Astrid Lindgren (1907 – 2002), tratto dalla serie Pippi Calzelunghe (basata sull'omonimo romanzo della stessa Lindgren) del 1969.
Il testo italiano è stato inserito successivamente ed è di Phersu (pseudonimo del paroliere Luciano Sterpellone).

## Il brano

### Registrazioni
Il brano musicale è cantato da Inger Nilsson (in lingua originale) e Isa Di Marzio (in italiano) che, nella serie televisiva, danno la voce a Pippi.
È stato registrato anche con Siw Malmkvist e pubblicato anche nel 1985, ed è ben noto in diversi paesi inclusa la Germania, dove è stato interpretato in diverse versioni (comprese le remix techno) e dai gruppi punk Heiter bis Wolkig e WIZO.

### In cultura popolare
La melodia è usata dai tifosi di calcio in Germania ed è spesso cantata insieme ai movimenti di salto sincronizzati. Ciò ha fatto sì che la canzone fosse associata a discussioni sulla sicurezza degli spalti durante i carichi elevati, tra gli altri, al Westfalenstadion di Dortmund. La melodia è cantata con il testo Hey Eintracht Frankfurt dai fans dell'Eintracht Frankfurt.
Il 3 settembre 2013, la politica socialdemocratica tedesca e segretaria generale dell'SPD Andrea Nahles ha cantato la canzone con il testo tedesco Ich mach mir die Welt, wide wide wie sie mir gefällt nel Bundestag tedesco in risposta a una dichiarazione di Angela Merkel, che Nahles credeva di essersi dichiarato arrogante, ipocrita e distaccato dalla realtà. La registrazione di questa canzone è diventata popolare su YouTube in Germania, in parte a causa della performance non musicale, ed è stata notata da diversi spettacoli satirici. La band a cappella Füenf ha utilizzato la melodia anche per una canzone satirica sul presidente federale Christian Wulff.